# Katharina von Hessen
Katharina von Hessen (* im 15. Jahrhundert; † Juli 1525) war eine landgräfliche Prinzessin aus dem Haus Hessen und wurde durch Heirat Gräfin von Beichlingen.

## Leben
Katharina wurde als Tochter des Landgrafen Wilhelm I. (1466–1520) und dessen Gemahlin Anna von Braunschweig geboren. Ihre Schwester Mechthild (1490–1558) war mit dem Grafen Konrad von Tecklenburg-Schwerin, Elisabeth, eine andere Schwester, mit dem Herzog Ludwig von Pfalz-Zweibrücken verheiratet.
1511 heiratete Katharina den Grafen Adam von Beichlingen (1465–1538, Reichskammerrichter und Gesandter), der in erster Ehe mit Sophie  von Sayn verheiratet gewesen war. Dieser musste das Schloss Beichlingen und Teile der Grafschaft  aus Geldnot verkaufen. 1520/1522 erwarben die Eheleute das Schloss Gebesee und die Burg Krayenburg, die sie zu ihrem Familiensitz machte. Aus der Ehe gingen acht Söhne hervor, womit die Zukunft des Geschlechts Beichlingen gesichert schien. Jedoch starb der jüngste Sohn Bartholomäus Friedrich 1567 kinderlos, so dass das Geschlecht im Mannesstamm ausstarb. 